# Nabeshima Naomasa

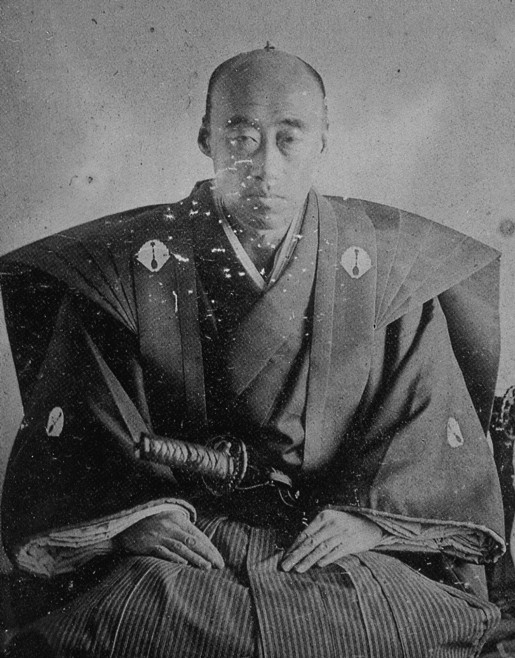
Nabeshima Naomasa

Nabeshima Naomasa (japanisch 鍋島 直正, als Vorname häufig sein Go Kansō (閑叟); geboren 16. Januar 1815 in Saga (Provinz Hizen); gestorben 8. März 1871) war ein japanischer Daimyō und Reformer. Er war einer der „Sieben Männer von Saga“.

## Leben und Wirken
Nabeshima Naomasa war Sohn von Nabeshima Narinao (鍋島 斉直; 1780–1839). Sein Vorname war Narimasa (斉正), aber nach der Meiji-Restauration änderte er seinen Namen in Naomasa und nannte sich auch Kansō. 1830 wurde er zum 10. Familienoberhaupt, als die Finanzen des Clans aufgrund der Schwierigkeiten der vorherigen Generation kurz vor dem Bankrott standen. Er holte sich Koga Kokudō (古賀 穀堂; 1777–1836) und andere Reformer als Berater, rekrutierte Personal von der Han-Schule „Kōdōkan“ (弘道館), reformierte Personalangelegenheiten und führte in den 40er Jahren die „Tempō-Reformen“ (天保の改革, Tempō no kaikau) zur Verbesserung der wirtschaftlichen Lage durch. Er setzte das einheitliche Reisfeldsystem durch, entwickelte Töpferwaren, Wachs und Papier, steigerte die Kohleproduktion und strukturierte seine Finanzen um.
Darüber hinaus waren die Nagashima für die Bewachung von Nagasaki verantwortlich. Naomasa selbst besuchte Nagasaki oft und erkannte die Bedeutung der Bewachung fremder Länder und die Überlegenheit westlicher Technologie, sodass er von Anfang an eine Reform des Militärsystems nach westlichem Vorbild durchführte. 1852 gelang es ihm, den ersten Flammofen in Japan zu bauen. Er kaufte eine große Anzahl von Kanonen und arbeitete an der Herstellung und dem Kauf westlicher Schiffe. Darüber hinaus ermutigte er Rangaku (die Wissenschaft), führte in seinem Gebiet die Pockenimpfung mit einem Impfstoff von Otto Gottlieb Mohnike ein. Er verband sich am Ende der Edo-Zeit mit den Domänen, die gegen die Tokugawa waren. Trotz des Erfolgs der Domänenreform blieb Naomasa gegen Ende der Edo-Zeit in politischen Auseinandersetzungen um das Shogunat und den kaiserlichen Hof zurückhaltend. Er zog sich zurück und übergab die Leitung der Familien seinem zweiten Sohn Nabeshima Naohiro.
Nach der Meiji-Restauration reiste Naomasa mehrmals auf Einladung nach Tokio, war aber vorsichtig, sich an politischen Auseinandersetzungen zu beteiligen. Im Boshin-Krieg gewann die Regierungsarmee durch ihre starke militärische Macht an Gewicht, und Ōkuma Shigenobu, Etō Shinpei und andere einflussreiche Leute aus der Domäne bildeten die neue Regierung. Naomasa war auch involviert, wirkte als Assistent des „Militärischen Verteidigungssekretariats“ (軍防事務局, Gunbō jimukyoku) und dann als Assistent des „Systemsekretariats“ (制度事務局, Seido jimukyoku). Danach diente er als Vorsitzender des Upper Bureau (上局, Jōkyoku), als Assistent der Ezo-Entwicklung (蝦夷開拓, Ezo kaitaku), dann als deren Direktor. Schließlich wurde er zum „Dainagon“ (大納言) – etwa Oberstaatsrat ernannt.